# Tralonca
Tralonca est une commune française située dans la circonscription départementale de la Haute-Corse et le territoire de la collectivité de Corse. Le village appartient à la piève de Talcini.

## Géographie

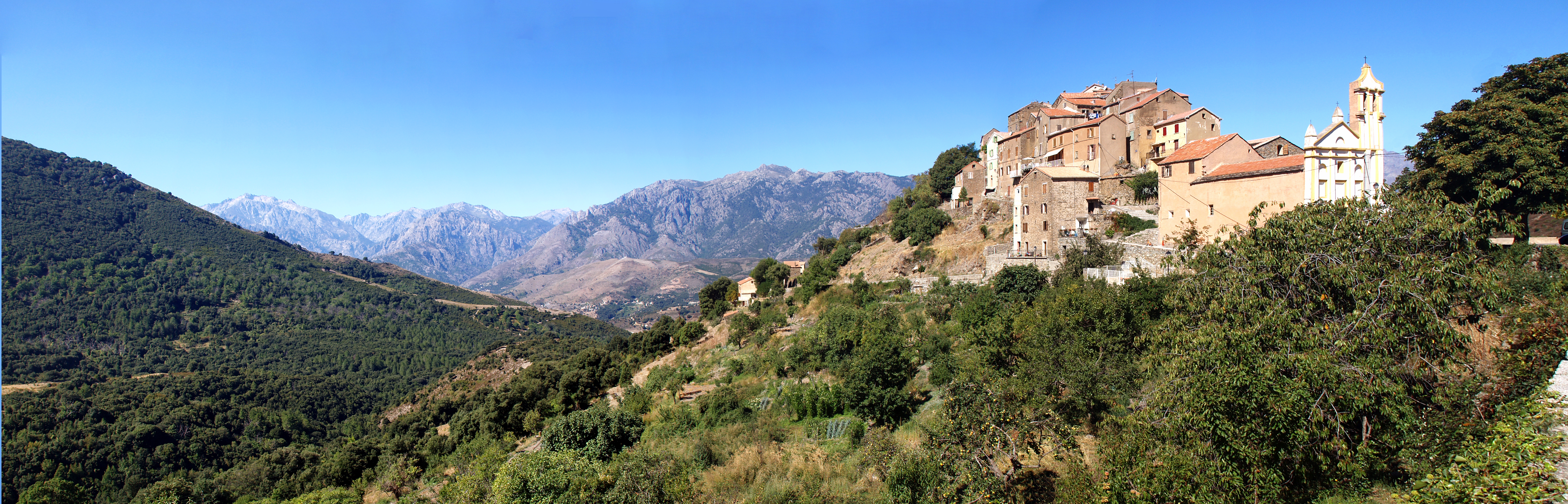
Panorama de Tralonca.

### Situation
La commune appartient à la piève de Talcini et s'appuie comme Omessa et Santa-Lucia-di-Mercurio sur les contreforts occidentaux du massif du Monte San Petrone. Ses belles maisons serrées littéralement perchées sur un promontoire rocheux hautement panoramique ne sont pas sans rappeler Sant'Antonino, le pendant balanin du village.

D’une superficie de 15,7 km2, Tralonca est située dans le Cortenais, dans le « territoire de vie » appelé Centru di Corsica du parc naturel régional de Corse dont elle est adhérente.
Elle est la seule commune de l'ancienne pieve de Talcini, englobée dans le canton de Bustanico.
Communes limitrophes

### Géologie et relief

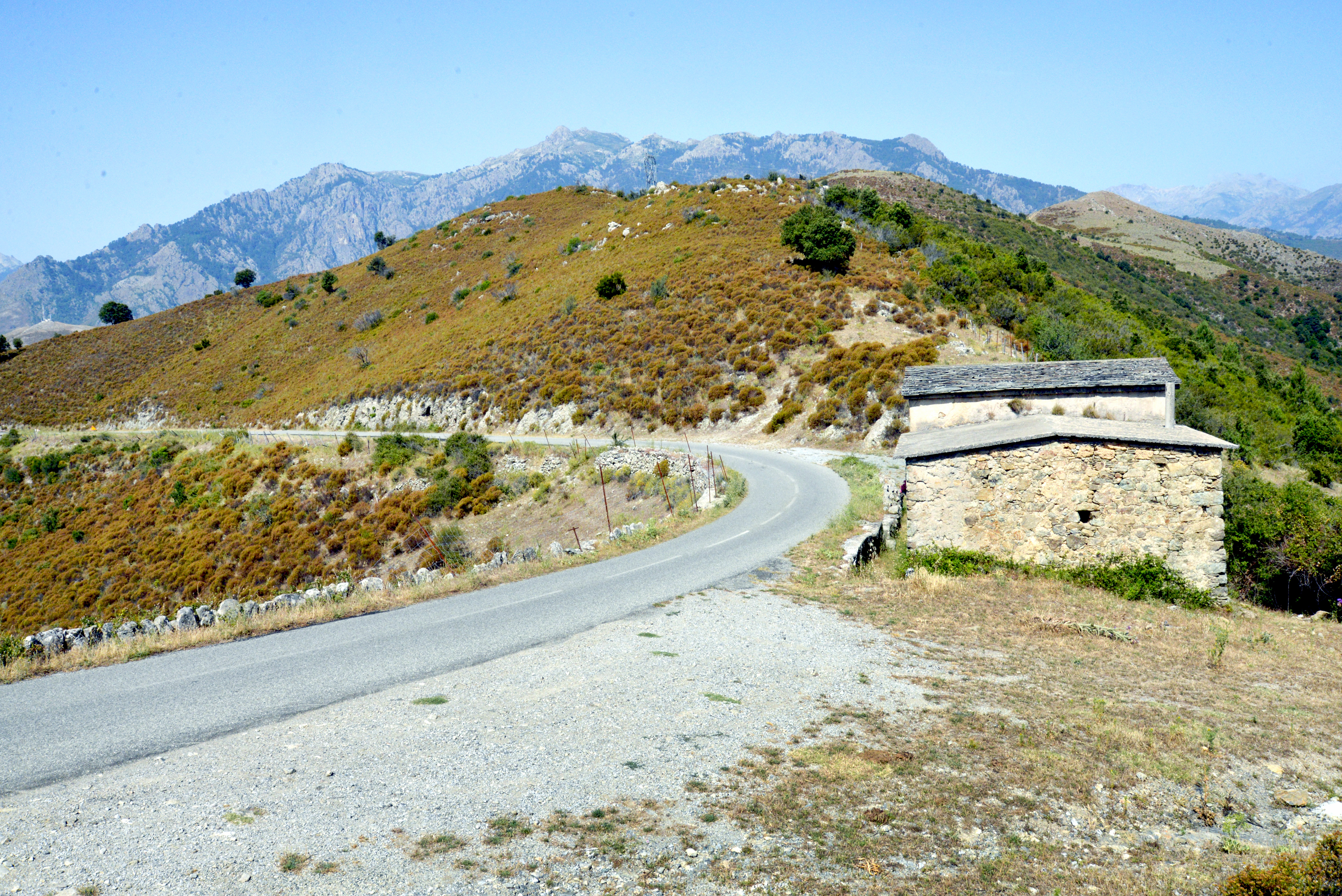
Le manteau végétal de part et d'autre du col San Roccu.

Tralonca se situe au cœur de la Haute-Corse, au nord-est de la « cuvette » du Cortenais. Son territoire est divisé en deux par un chaînon montagneux orienté d'est en ouest, s'épaulant à la Punta di l'Ernella (1 473 m) culmen d'un massif secondaire à l'ouest du massif schisteux du San Petrone. Sur ce chaînon sont construits à une altitude de 785 m à 811 m le village de Tralonca, et les tunnels ferroviaire et routier de San Quilico sous le col éponyme (559 m).
- Le secteur occidental représente le bassin versant du ruisseau de San Quilico et celui de son affluent le ruisseau de Piaggio. Il se trouve dans la dépression centrale de l'île au relief adouci, dont les sommets les plus élevés ne dépassent pas les 700 m d'altitude, constitué pour l'essentiel de terrains sédimentaires secondaires et tertiaires. Cette cuvette fait partie du sillon dépressionnaire qui coupe l'île du nord-ouest au sud-est, depuis l'Ostriconi jusqu'à Solenzara, séparant ce que les géologues distinguent ordinairement, une Corse occidentale ancienne, constituée pour l'essentiel de roches granitiques et d'une Corse orientale où dominent les schistes.
- Le secteur oriental se trouve dans la « Corse orientale Alpine », composée de terrains divers, issus d’un océan disparu appelé liguro-piémontais (océan Thétys dont l’âge est compris entre -170 à  -60 Ma) et de ses marges continentales. Son sol est fait de schistes métamorphiques (ou schistes lustrés) et d'ophiolites d’âge Jurassique et Crétacé[1]. C'est le secteur d'altitude communal avec 174 hectares au-dessus de 1 000 m, une zone déserte dominée par L’Ernella (1 473 m) et la Cima Tonda (cime ronde, du latin rotondus) (1 335 mètres). Il représente le bassin versant du ruisseau de Tiolata (ou ruisseau de l'Elleratu) dont les eaux se terminent plus bas dans le Golo.

Ce relief est virtuellement coupé en deux parties, à la fois par la route territoriale 20 et le ruisseau de San Quilico :
- la partie occidentale comprend le vallon du ruisseau de Turligno et le hameau de Bistuglio (511 m) ;
- la partie orientale comporte le vallon plus important du ruisseau de Piaggio ainsi que le village de Tralonca situé à une altitude de 785 m à 811 m.

Limites territoriales
Tralonca occupe les flancs méridionaux d'une ligne de crête partant du Pinzalaccio (811 m) à l'ouest, et se dirigeant vers la Punta di l'Ernella (1 473 m) à l'est, passant par les Collo di San Quilico (559 m), Bocca Boccelina (669 m), Aja di Campo Rilaio, Cima Tonda (1 335 m) et Pozza Cuppa (1 299 m).
À l'est, la démarcation se dirige au sud suivant une ligne de crête déclinant jusqu'au ruisseau de Bistuglio au lieu-dit Pecurellu (398 m), et passant par la Bocca di Corcore (1 283 m), la Punta di Milelli (1 327 m), la crête Racconacce, le Monte Tomboni (1 062 m) et la Bocca di Civenti.
Les limites occidentales sont marquées par une ligne remontant le cours du ruisseau de Bistuglio depuis Pecurello jusqu'à l'ex RN 193, passant sous le hameau de Bistuglio, puis au nord du pylône dressé sur le Monte Cecu (754 m), rejoignant au nord le Pinzalaccio (811 m).

### Hydrographie
Avec une ligne de crête que suit en partie la route D 41, la commune se situe en zone de partage des eaux : certains cours d'eau sont orientés au nord et alimentent le Golo, d'autres orientés au sud alimentent le Tavignano.
Au nord les eaux du ruisseau de Debbianacca (ou ruisseau d'Ascia en aval) coulent vers le Golo. Il y a aussi le ruisseau de Tiolata (ou ruisseau de l'Elleratu) qui alimente le ruisseau de Felce qui lui, va grossir sur Omessa le ruisseau de Sumano.

Au sud le ruisseau de San Quilico (ou ruisseau de Bistuglio à son aval) est le principal cours d'eau communal. Il nait sur le versant méridional du col de San Quilico (559 m). Il reçoit les eaux de deux affluents, le ruisseau de Piaggio, qui coule au sud du village et qui naît proche de la chapelle San Lorenzo, et le ruisseau de Turligno. Il a sa confluence avec le Tavignano près de la déchetterie, sur la commune de Corte.

### Climat et végétation

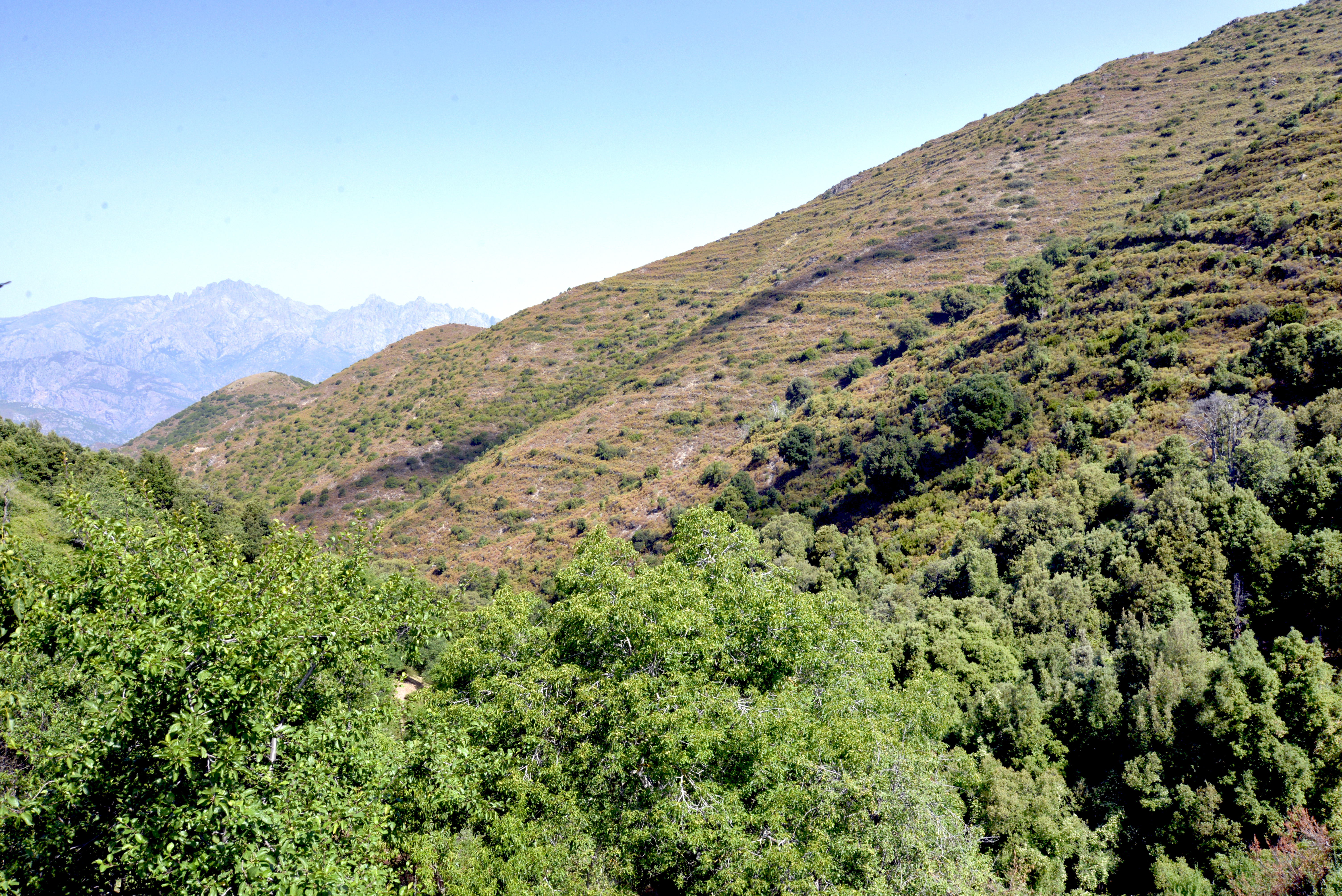
Anciennes terrasses de culture au nord du village.

Tralonca bénéficie d'un climat méditerranéen avec des nuances de montagne, celui de la cuvette cortenaise. Les hivers sont plus rigoureux et les étés plus chauds, secs et moins ventés que sur le littoral de l'île. Il n'est pas rare de voir la neige couvrir les hauteurs du village.
La composition du manteau végétal varie en fonction de l'altitude mais aussi de l'exposition au soleil. Dans la partie orientale du territoire plus en altitude, l'adret est plus aride, couvert d'un maquis bas de lentisques et de cistes roussissant rapidement à l'approche de l'été. Les ubacs présentent une végétation plus arborée, composée essentiellement de chênes verts et d'un haut maquis. Le fond des vallons est verdoyant. Le flanc de la ligne de crête septentrionale par rapport du village, était autrefois cultivé. On y voit aujourd'hui encore les nombreuses anciennes terrasses de cultures, où le maquis a déjà repris ses droits. La partie occidentale composée de collines, ne comporte pas de forêt, mais un maquis bas clairsemé de chênes verts. Elle présente des parcelles entretenues, cultivées de plantes fourragères et, plus récemment, d'immortelles d'Italie.

### Voies de communication et transports

#### Accès routiers

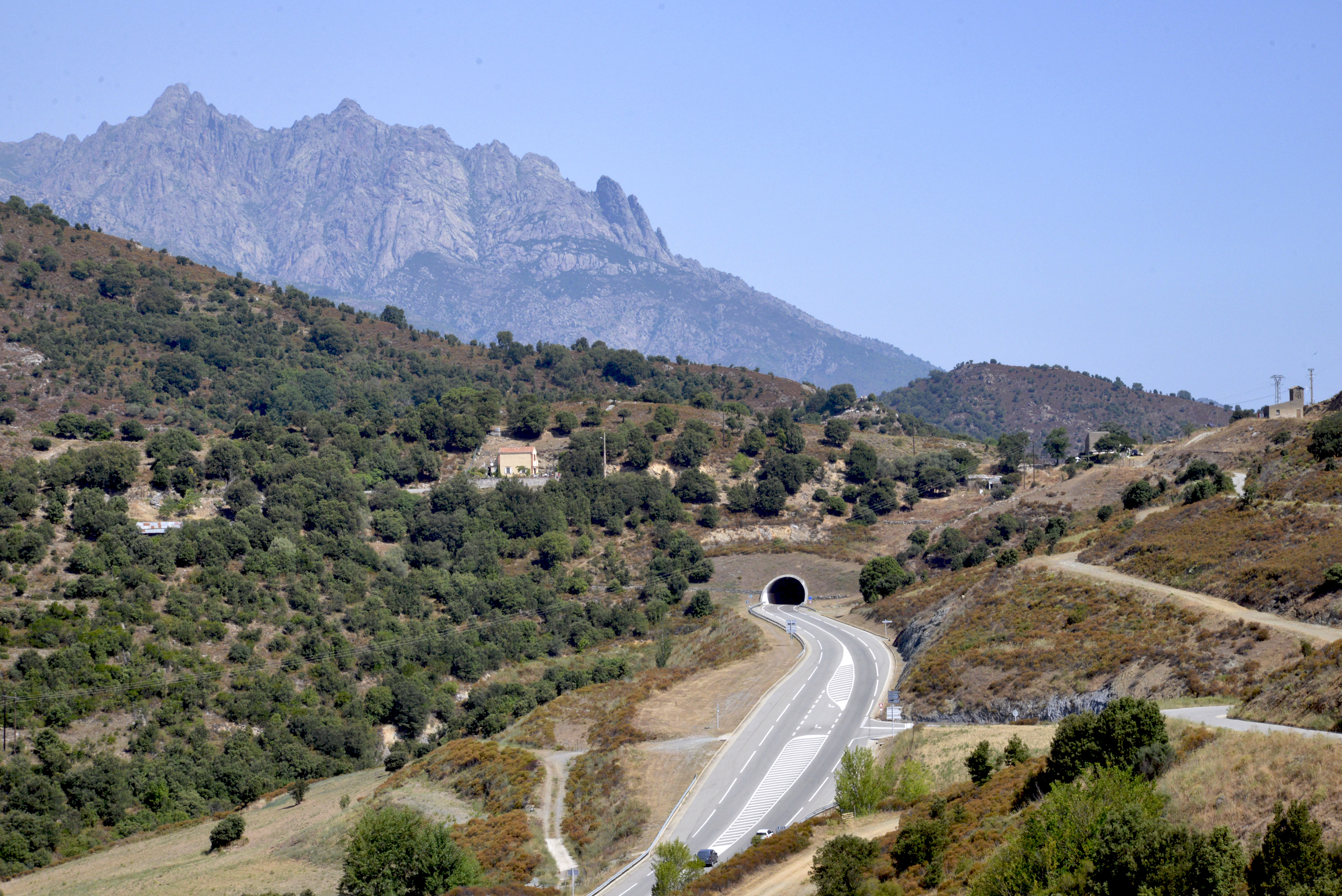
L'entrée Sud du tunnel de la T20 sous le col de San Quilico.

L'ex-RN 193, axe majeur reliant Bastia à Ajaccio, passait par le col de San Quilico (559 m), à 7 km au nord de Corte avec de nombreux virages de part et d'autre. Ce col doit son nom à un sanctuaire se trouvant plus au nord sur la commune de Soveria.
En fin du siècle dernier, en 1998-1999, un tunnel routier d'une longueur de 280 m pour une voûte d'un diamètre fini de 10 m, percé sous le collo di San Quilico pour la route territoriale 20, a été ouvert à la circulation.
C'est à environ 300 m de la sortie sud du tunnel que démarre la nouvelle bretelle permettant depuis la T20 l'accès à la route D 41 qui mène au village de Tralonca et dans le Bozio.
Bistuglio est toujours accessible par l'ancien tracé de la RN 193 rebaptisée RN 2193, puis dénommée officiellement le 30 janvier 2014 : route T203.

#### Transports
Ferroviaires
La ligne des Chemins de fer de Corse traverse la commune entre le tunnel de San Quilico au nord d'où elle longe le cours du ruisseau de San Quilico, et Pecorellu au sud, sans aucun arrêt. La gare de Soveria est la plus proche, distante de 8 km ; la gare de Corte se trouve à 11 km.
Aériens et maritimes
Le village est distant, par route, de :
- 53 km de l'aéroport de Bastia Poretta,
- 85 km de l'aéroport de Calvi-Sainte-Catherine,
- 87 km de l'aéroport d'Ajaccio-Napoléon-Bonaparte,
- 61 km du port de commerce de L'Île-Rousse,
- 70 km du port de commerce de Bastia,
- 90 km du port de commerce d'Ajaccio.

## Urbanisme

### Typologie
Au 1er janvier 2024, Tralonca est catégorisée commune rurale à habitat très dispersé, selon la nouvelle grille communale de densité à sept niveaux définie par l'Insee en 2022.
Elle est située hors unité urbaine. Par ailleurs la commune fait partie de l'aire d'attraction de Corte, dont elle est une commune de la couronne,. Cette aire, qui regroupe 34 communes, est catégorisée dans les aires de moins de 50 000 habitants,.

### Occupation des sols
L'occupation des sols de la commune, telle qu'elle ressort de la base de données européenne d’occupation biophysique des sols Corine Land Cover (CLC), est marquée par l'importance des forêts et milieux semi-naturels (97,9 % en 2018), néanmoins en diminution par rapport à 1990 (99,5 %). La répartition détaillée en 2018 est la suivante : 
milieux à végétation arbustive et/ou herbacée (68,7 %), forêts (29,2 %), zones agricoles hétérogènes (2,1 %). L'évolution de l’occupation des sols de la commune et de ses infrastructures peut être observée sur les différentes représentations cartographiques du territoire : la carte de Cassini (XVIIIe siècle), la carte d'état-major (1820-1866) et les cartes ou photos aériennes de l'IGN pour la période actuelle (1950 à aujourd'hui).

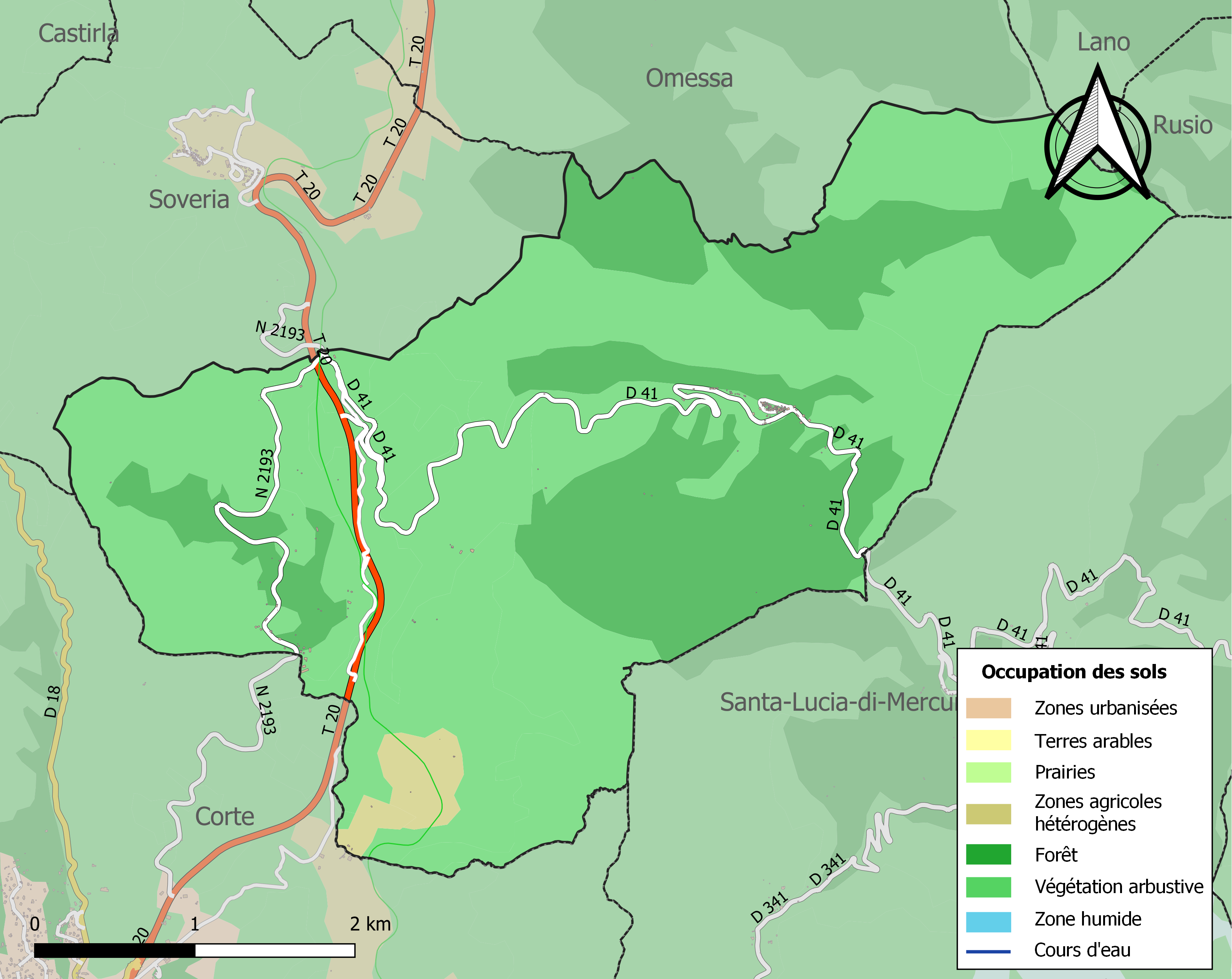
Carte des infrastructures et de l'occupation des sols de la commune en 2018 (CLC).

### Tralonca

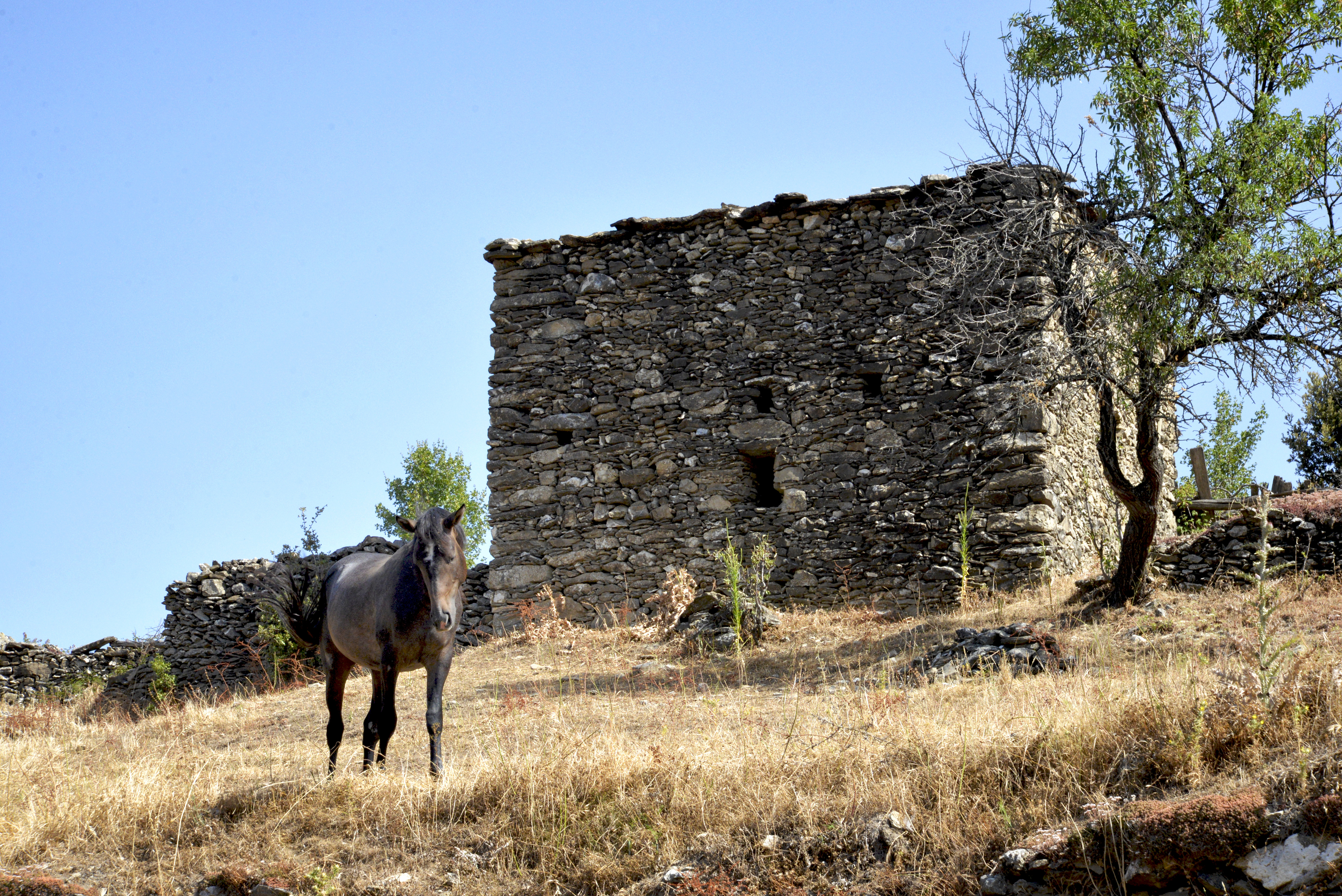
L'une des remises agricoles à l'entrée du village.

Tralonca est un village moyenâgeux, construit sur une crête. Du fait de sa position, il « surveillait » le passage entre la vallée du Golo au nord et la vallée du Tavignano au sud. Les maisons sont bâties regroupées sur un éperon rocheux. Leur accès se fait souvent par des venelles en escalier dallées ; depuis la place de l'église paroissiale San Bernardinu, la D 141, une route goudronnée en cul-de-sac, en fait presque le tour. S'y trouvent la mairie, un débit de boisson le seul commerce du village.

À l'entrée occidentale du village par la route D 41, on peut voir plusieurs remises agricoles dites I Pagliaghji Tralunchesi 
aux murs de pierres locales et au toit plat, certaines encore en bon état de conservation. Plusieurs d'entre elles peuvent dater de la fin du XIXe siècle.

### Bistuglio
Bistuglio est le hameau principal, situé sur le versant opposé de la vallée du ruisseau de San Quilico. S'y trouve la chapelle romane Santa Maria.

### Pecorellu
Pecorellu est un hameau « à cheval » sur Corte et Tralonca, au sud de la commune.

## Histoire

### Antiquité
En son temps le cartographe grec Ptolémée avait indiqué l'emplacement de Talcinum oppidum sur ses cartes topographiques. « La pieve de Talcini comprenait les paroisses d'Omessa, de Corte, de Tralonca, de Fogata-de-Marcorio et de Castellare. Le nom de Ste Lucie s'est accouplé au nom antique de Marcorio qui, après le XIIe siècle, est devenu Mercurio, par corruption ».
Mais nous n'avons aucun renseignement sur les nations qui peuplaient la Balagne et le haut bassin du Tavignano. « Il est permis de conjecturer que, du temps de Ptolémée, la Balagne était déjà romanisée et que les indigènes avaient cherché un refuge dans le Niolo. - Xavier Poli ».
À la fin du IVe siècle, la Corse romaine a atteint son apogée. Trois siècles de paix, sous un régime autoritaire, le développement du christianisme, l'expansion du commerce, n'ont pu manquer d'avoir une influence heureuse sur les mœurs des indigènes. Puis vint la décadence de l'Empire romain d'Occident ; La Corse était abandonnée aux Vandales, maîtres de Carthage. À la suite du synode de Carthage le 1er février 484, quarante-six évêques furent relégués en Corse, pour y être employés au transport du bois nécessaire aux constructions navales.

### Moyen Âge
À la fin du VIe siècle, la Corse dépendait, au point de vue ecclésiastique, du métropolitain de Rome : le pape Saint Grégoire le Grand.
Durant les deux siècles qui suivirent, la Corse passe sous le joug des Barbares qui l'écrase. Les Sarrasins sont présents en Sardaigne dès le commencement du VIIIe siècle. Leur apparition en Corse, vers la même époque, peut-être circonscrite entre 712 et 739.
En 816 la « reconquista » de l'île est engagée par Ugo Colonna, prince romain.
En 1185, la Corse sera définitivement débarrassée de leur présence.
Le pays était sous la domination des Amondaschi, descendant d'Amondo Nasica compagnon d'armes du comte Ugo della Colonna, qui appartenait à la première noblesse de Rome. Aux Amondaschi obéissaient tous les pays situés sur les deux rives du Golo. Après une longue guerre, Amondino, leur chef, se rendit maître des pièves de Vico, de Venaco, de Talcini, la Canonica de Mariana et une partie de la Casinca pour s'étendre jusqu'à Lavasina. Mais à sa mort, la famille devint la proie de la discorde ; à la faveur de celles-ci, les populations soumises aux Amondaschi commencèrent à se révolter. Les gentilshommes de Tralonca leur enlevèrent les chapelles de cette piève.
Ces gentilshommes de Tralonca, à Talcini, qui étaient devenus forts et puissants, eurent ensuite à combattre Guglielmo Cortinco.
En 1417, l'évêque de Mariana et l'évêque d'Aléria se soulevèrent et appelèrent le peuple aux armes pour combattre ses maîtres. Piero Squarciafico que le gouverneur Abramo da Campofregoso avait laissé comme lieutenant pour les places de Biguglia et de Bastia, avec Opicino Leccitano et Sambuchello de Matra, leur opposèrent une résistance énergique, les battirent près de Corte et les mirent en déroute. Afin de se reposer lui et ses hommes, fatigués par la marche et par le dernier combat, il s'arrêta le soir à Tralonca. Informé à Corte de sa présence, le comte Vincentello d'Istria se mit en marche pendant la nuit et l'attaqua à l'improviste ; surpris, les Génois y furent battus et Squarciafico fut fait prisonnier avec Opicino.

Tralonca se trouvait dans la pieve de Talcini, sous l'autorité épiscopale d'Aléria. 

« On compte encore dans cette piève cinq villages, parmi lesquels Omessa et Santa Lucia sont les plus connus, Omessa, comme résidence de Caporaux, Santa Lucia, comme résidence de gentilshommes. »

— Mgr Agostino Giustiniani in Description de la Corse, traduction de Lucien Auguste Letteron in Histoire de la Corse, Bulletin de la Société des sciences historiques & naturelles de la Corse – Tome I - 1888. p. 36
Existait un village Zucca Rello dont les vestiges archéologiques sont encore visibles aujourd'hui. Il était bâti sur un sommet à près de 800 m d'altitude, à 2 km au sud-ouest du village actuel de Tralonca qui lui aussi est perché sur une hauteur, établi en position défensive. Un peu au sud des ruines de Chierchio, sur une hauteur de 600 m, se situe le lieu-dit « Torricella », dérivé de torra, turra en corse, qui laisse supposer qu'il y existait à l'époque une tour de guet.
À la fin du XVe siècle, le village de Tralonca se dote d’une chapelle San Bernardino puis d’une confrérie Santa Croce.

### Temps modernes
Au début du XVIe siècle, Tralonca faisait partie de la pieve de Rogna. Vers 1520, la pieve comptait environ 4 250 habitants. Elle avait pour lieux habités : Vivario (li Gati, le Murachiole, Arche), Herbajolo, la Valle di Sera, la Fosigia, la Lamella, Altiani, lo Petragio, lo Pè di la Corte, lo Lunello, Porra, lo Piano Buono, la Petra Serena, Santa Maria de Talsini, Corte, Omessa, Santa Lutia, Tralunca, lo Soarello, Castirla.
Au XVIIIe siècle, à la suite du redécoupage des pievi, Tralonca se situait dans la pieve de Talcini qui était composée de Corte, Castirla, Soveria, Tralonca (194 habitants à l'époque), Omessa et Santa-Lucia-di-Mercurio. Talcini était l'une des 8 pievi relevant de la juridiction civile de Corte.
- 1768, la Corse passant sous administration militaire française, Tralonca passe du Talcini à la pieve du Golo.
- 1789, la Corse appartient au royaume de France.
- 1790, Tralonca se situe dans la juridiction royale de Corte.
- 1793, la Corse est séparée en deux départements. La commune de Tralonca est dans la pieve du Golo qui devient le canton du Golo, avant de passer dans le canton de Mercurio la même année, dans le district de Corte et le département d'El Golo.
- 1801, Tralonca se trouve toujours dans le canton de Mercurio, mais dans l'arrondissement de Corte, dans le département d'El Golo.
- 1811, fusion des deux départements de l'île en le seul département de Corse.
- 1828, Tralonca bascule dans le canton de Sermano - chef-lieu Sermano[21].

### Époque contemporaine
- 1954 : Tralonca qui comptait 107 habitants, fait partie du canton de Sermano, avec les communes de Alando, Alzi, Bustanico, Castellare-di-Mercurio, Favalello, Mazzola, Sant'Andréa-di-Bozio, Santa-Lucia-di-Mercurio et Sermano.
- 1975, la Corse est divisée en deux départements : Corse-du-Sud et Haute-Corse.
- 1996, le 12 janvier une conférence de presse clandestine nocturne du FLNC Canal Historique, annonçant une trêve, rassemble environ 600 militants encagoulés et armés, ce qui provoquera une polémique sur le laisser-faire des forces de l'ordre stationnées à proximité[22],[23].
- 1999 : Tralonca se trouve dans la région Corse, dans le département de la Haute-Corse, dans l'arrondissement de Corte, dans le canton de Bustanico - chef-lieu Sermano.

## Politique et administration

### Liste des maires
| Période                                  | Période  | Identité          | Étiquette | Qualité |
| ---------------------------------------- | -------- | ----------------- | --------- | ------- |
| mars 2001                                | En cours | Félicie Mazzacami | REG       | Médecin |
| Les données manquantes sont à compléter. |          |                   |           |         |

## Population et société

### Démographie
L'évolution du nombre d'habitants est connue à travers les recensements de la population effectués dans la commune depuis 1800. Pour les communes de moins de 10 000 habitants, une enquête de recensement portant sur toute la population est réalisée tous les cinq ans, les populations de référence des années intermédiaires étant quant à elles estimées par interpolation ou extrapolation. Pour la commune, le premier recensement exhaustif entrant dans le cadre du nouveau dispositif a été réalisé en 2008.

En 2022, la commune comptait 115 habitants, en évolution de +5,5 % par rapport à 2016 (Haute-Corse : +5,15 %, France hors Mayotte : +2,11 %).
| 1800 | 1806 | 1821 | 1831 | 1836 | 1841 | 1846 | 1851 | 1856 |
| ---- | ---- | ---- | ---- | ---- | ---- | ---- | ---- | ---- |
| 281  | 268  | 211  | 298  | 311  | 299  | 275  | 259  | 291  |

| 1861 | 1866 | 1872 | 1876 | 1881 | 1886 | 1891 | 1896 | 1901 |
| ---- | ---- | ---- | ---- | ---- | ---- | ---- | ---- | ---- |
| 320  | 309  | 320  | 304  | 339  | 331  | 270  | 357  | 275  |

| 1906 | 1911 | 1921 | 1926 | 2006 | 2008 | 2013 | 2018 | 2022 |
| ---- | ---- | ---- | ---- | ---- | ---- | ---- | ---- | ---- |
| 376  | 346  | 270  | 191  | 87   | 93   | 107  | 111  | 115  |

### Manifestations culturelles et festivités
- Le 20 mai est fêtée la saint Bernardin.

Jusqu'au début des années 1930, les membres de la confrérie Santa Croce (qui a cessé ses activités vers 1932), portaient la croix le soir du Vendredi saint, la statue de San Bernardinu le 20 mai, et celle de San Lorenzu le 10 août, en procession autour du village, à la tombée de la nuit, à la lumière des bougies en chantant le Perdono, mio Dio.

## Économie

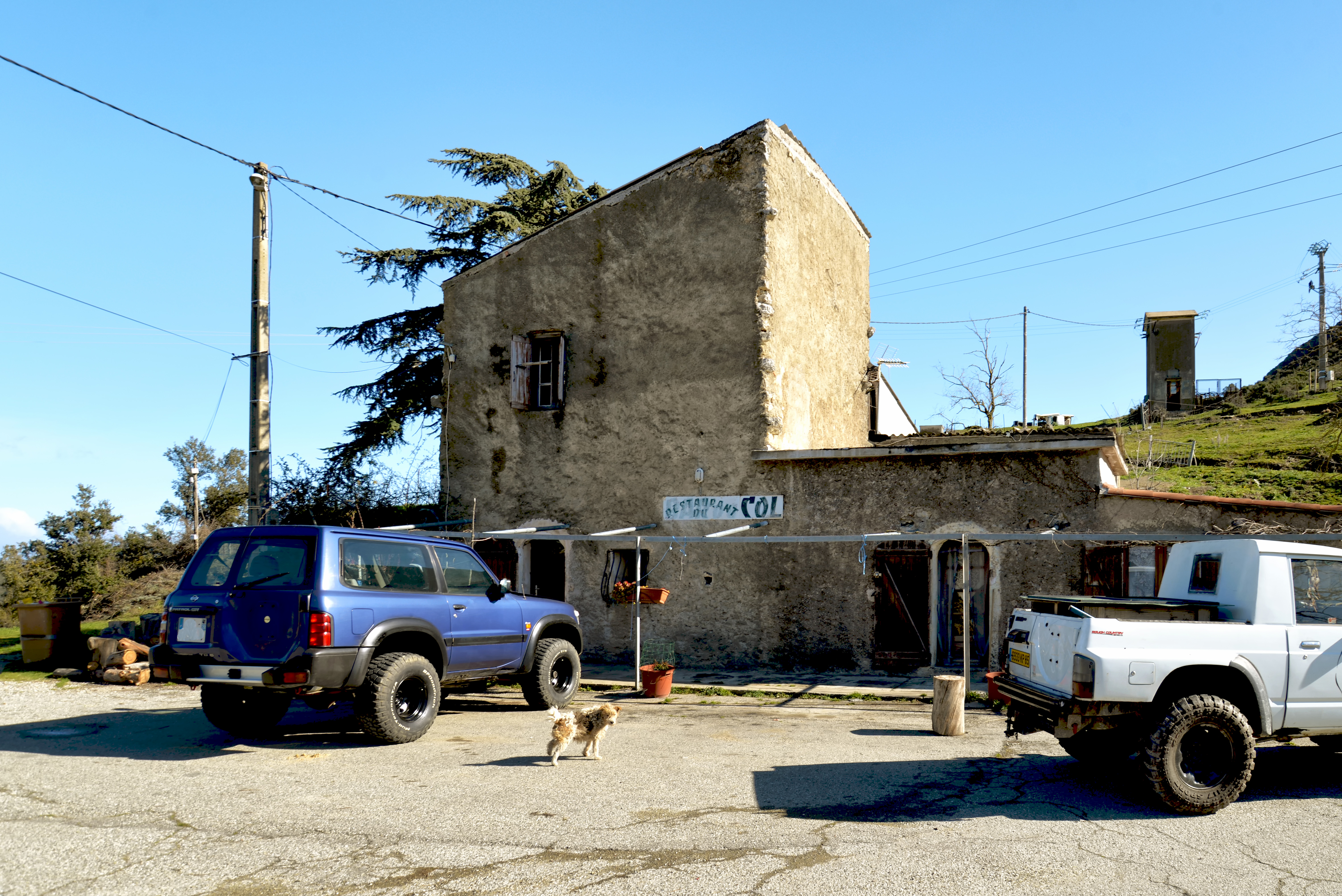
L'ancien « Restaurant du Col ».

## Culture locale et patrimoine

### Lieux et monuments
- Monument aux morts.

#### ÉgliseSanBernardinu
Située au cœur du village, l’église de Tralonca, au toit en lauzes, présente une façade antérieure toute restaurée. Elle est dédiée à San Bernadino. Elle remplace depuis un peu plus de deux siècles une chapelle romane médiévale édifiée à la fin du XVe siècle. À l'intérieur, se trouvent :
- un tabernacle en bois polychrome sculpté franciscain dont certains éléments manquent, daté de 1700 (socle), classé Monument historique[27]
- un christ en croix, en bois polychrome du XVIIIe siècle.

Sous le même toit que l’église, la salle des fêtes de Tralonca est une ancienne chapelle Santa Croce, jadis siège d’une confrérie qui a cessé ses activités vers 1932.

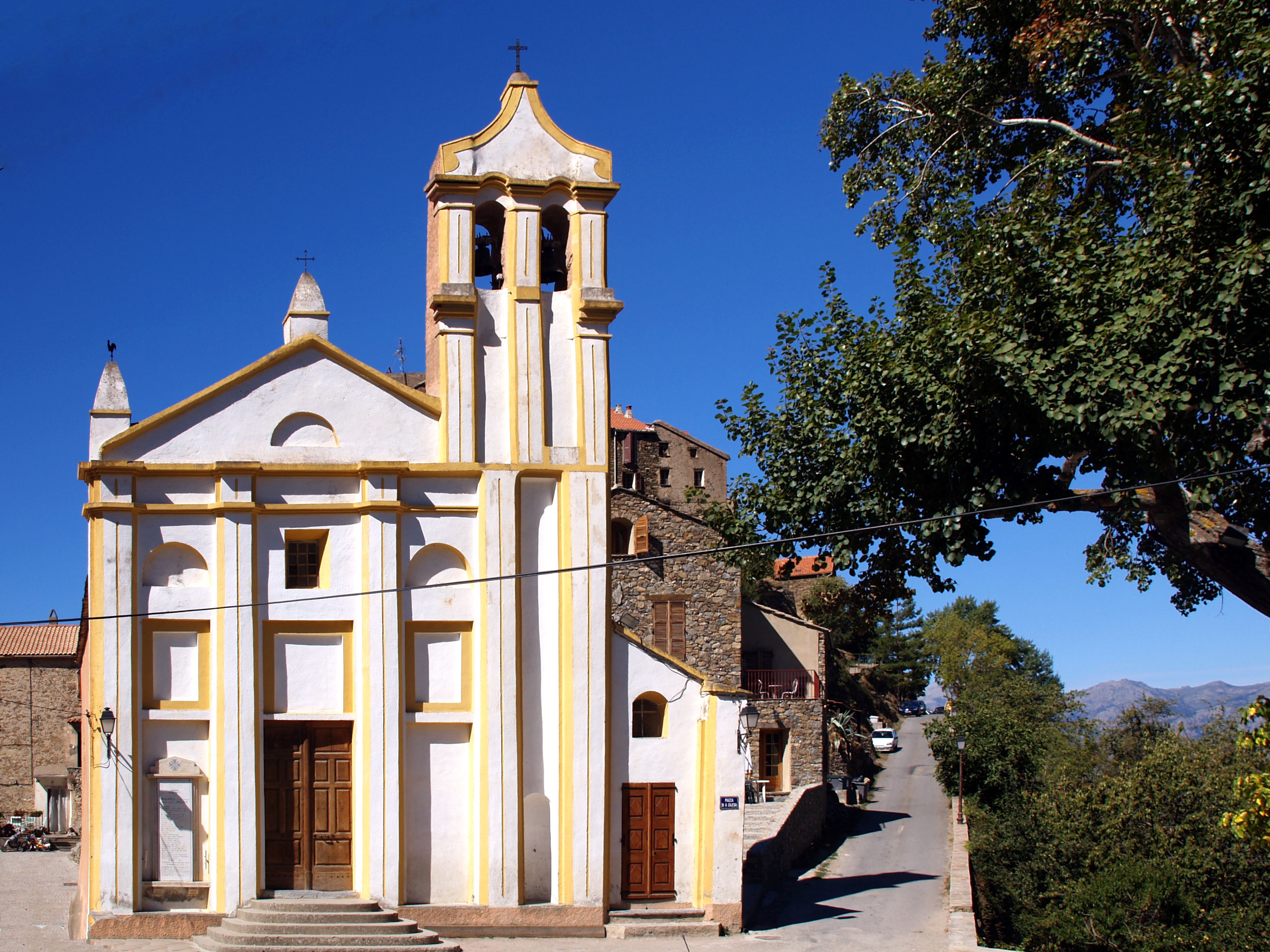
Église San Bernardinu.
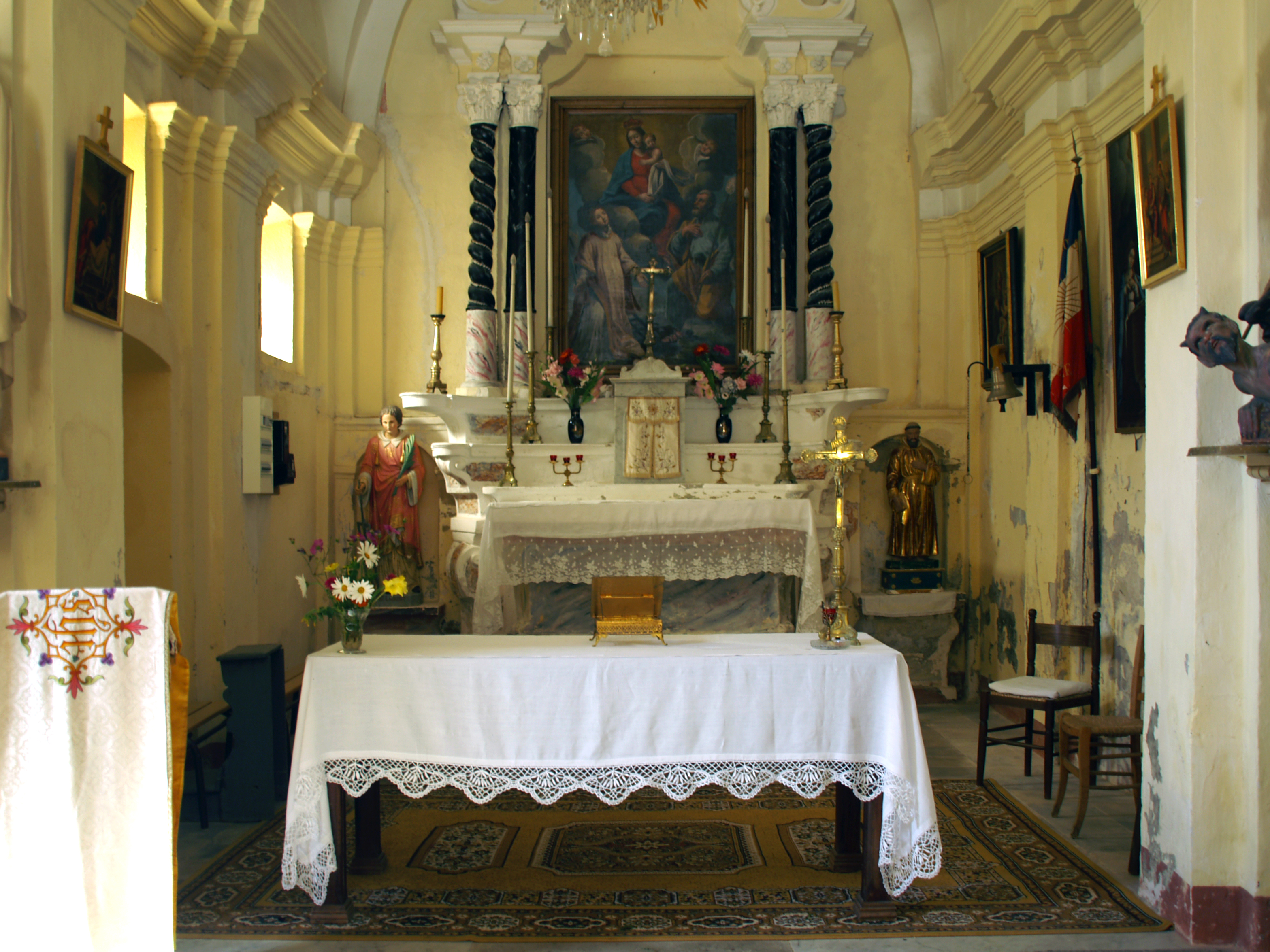
L'autel.
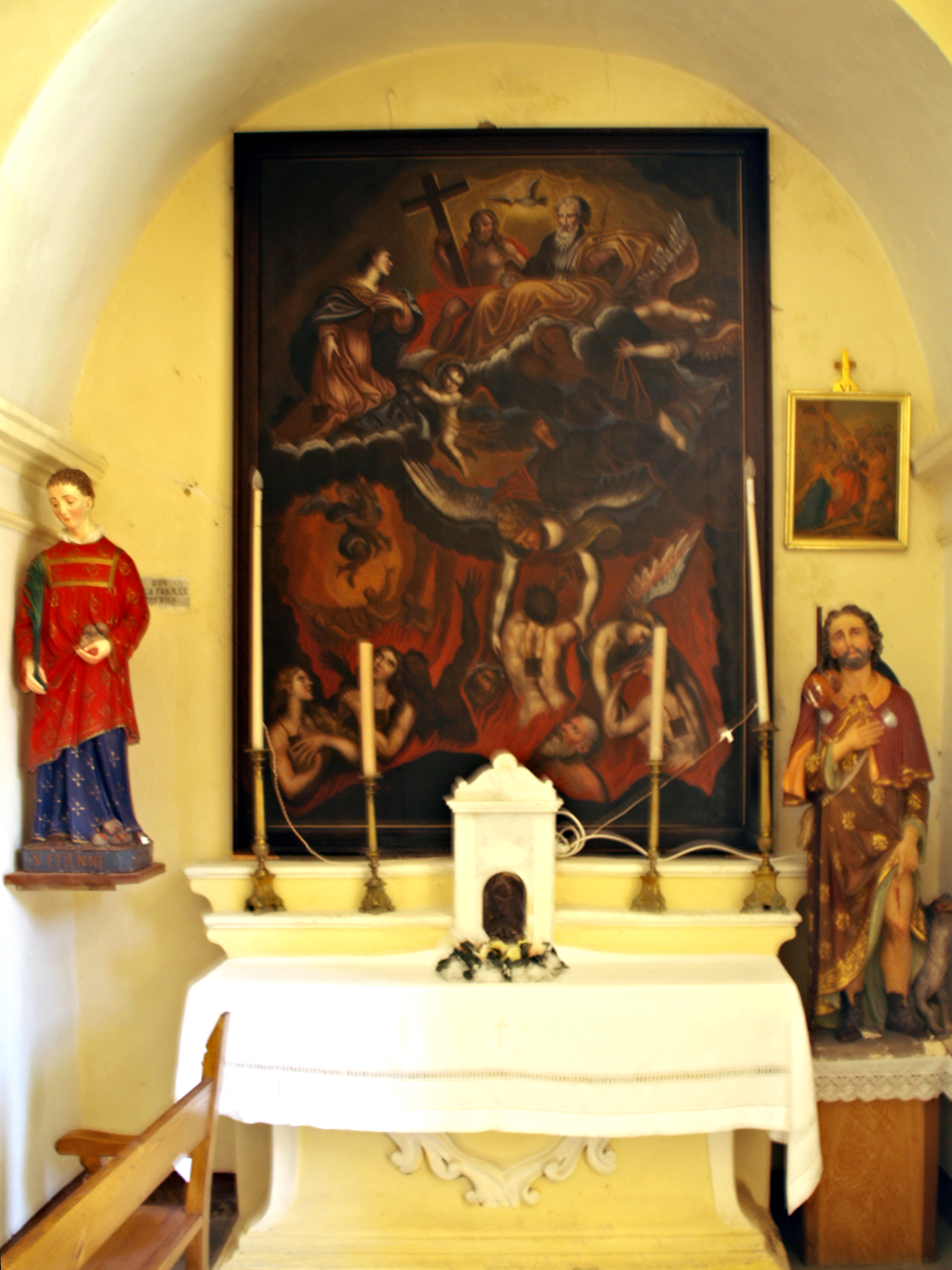
Chapelle latérale.
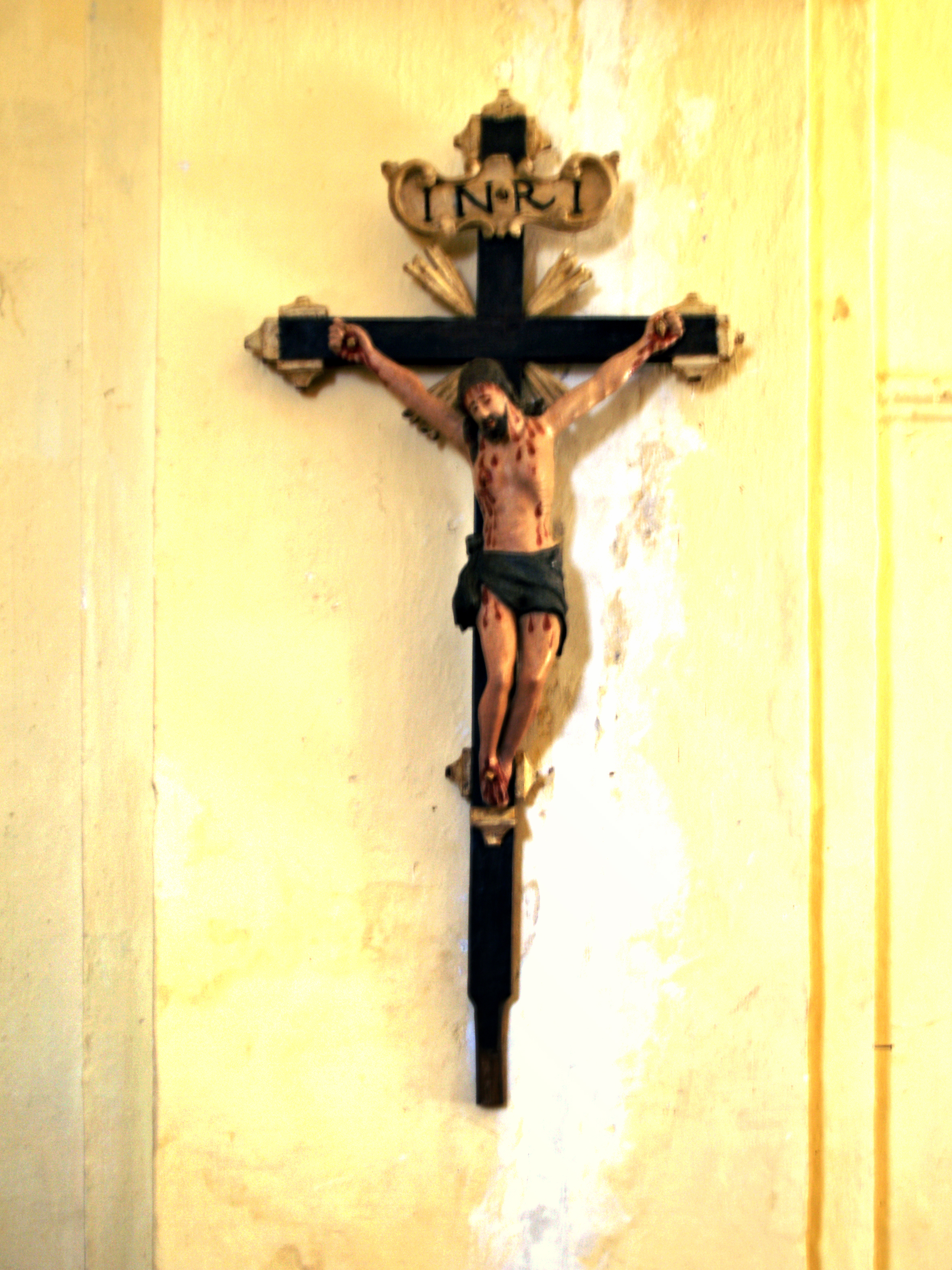
Christ en croix.
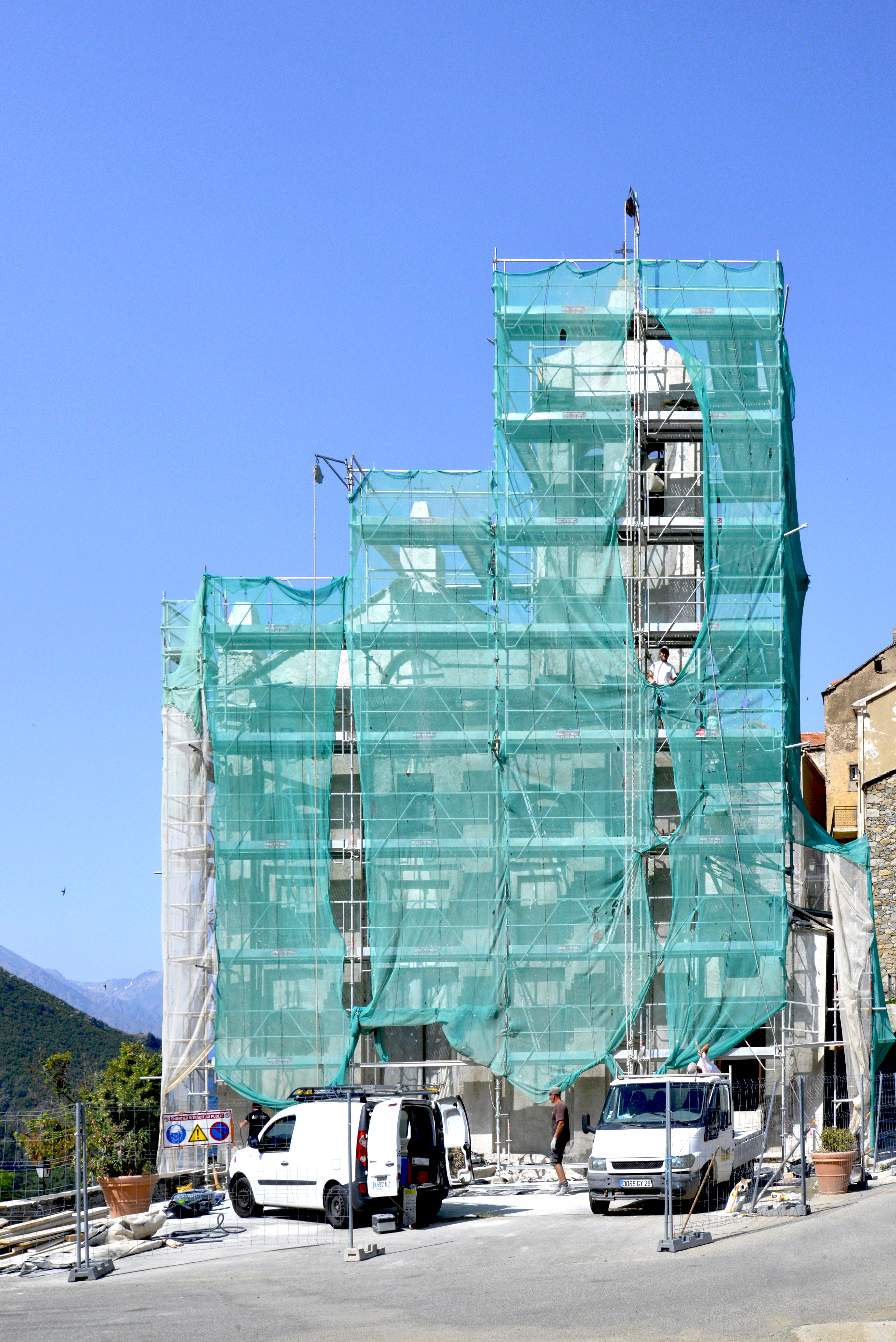
Restauration de l'église en 2016.

#### ChapelleSaint-Roch

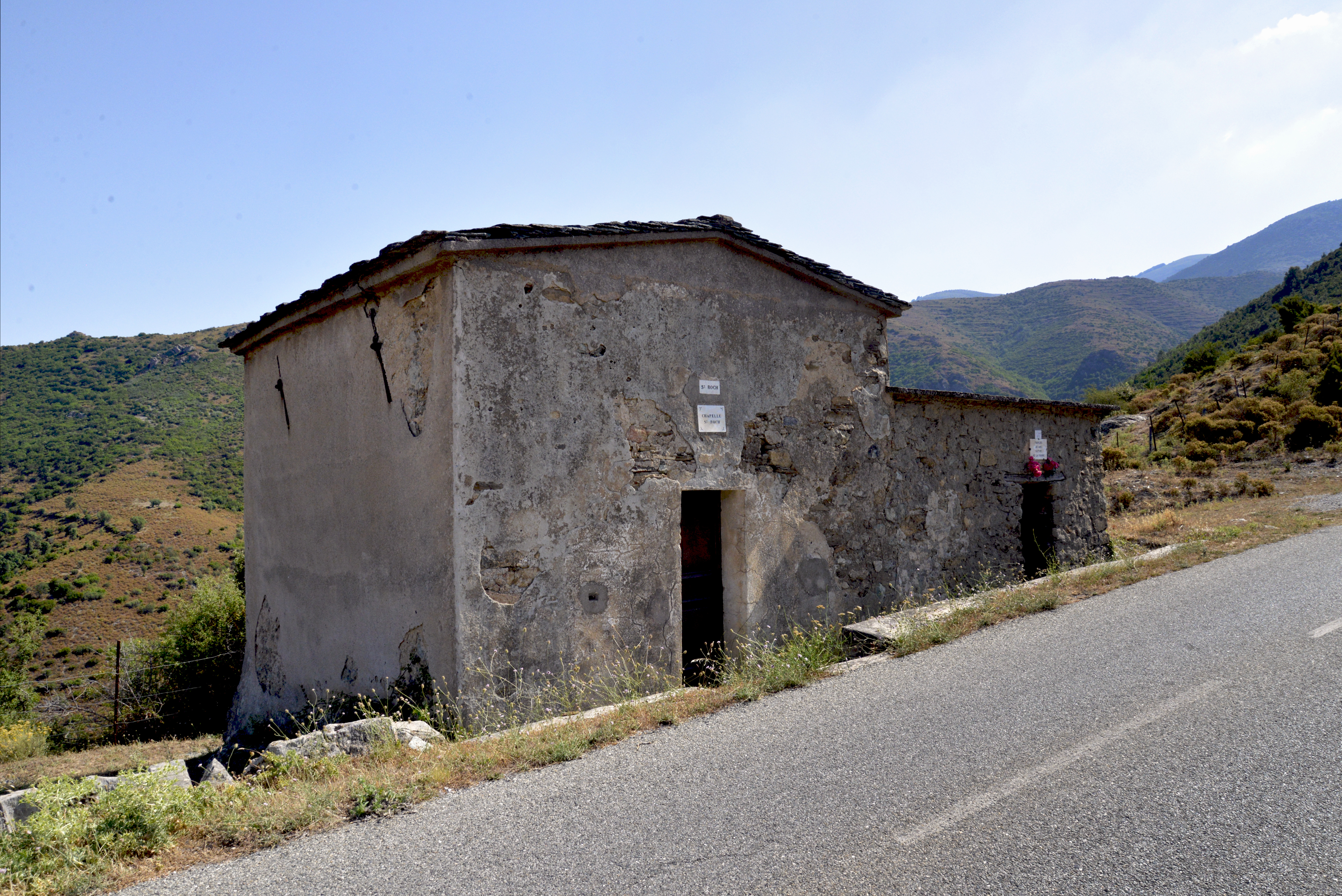
Chapelle Saint-Roch.

La chapelle Saint-Roch dite San Roccu est située à un peu plus d'un kilomètre à l'ouest du village, en bordure de la route D41, à un petit col de 640 m d'altitude. C'est un édifice de plan rectangulaire à nef unique, avec un toit soutenu par une charpente en bois, datant probablement du XVIIe siècle. La petite chapelle rurale désaffectée, est dépourvue de la petite croix qui devait orner son faîte. Une plaque de marbre sur laquelle est gravé « Chapelle Saint-Roch », apposée au-dessus de la porte d'entrée, permet de savoir qu'il s'agit d'un édifice religieux. À la chapelle est accolée une remise agricole. Au-dessus de la porte d'entrée de celle-ci sont apposées deux plaques de marbre sur laquelle on peut lire : 17 août 1978 - François 20 ans victime de la foudre.

#### Chapelle San Lorenzo

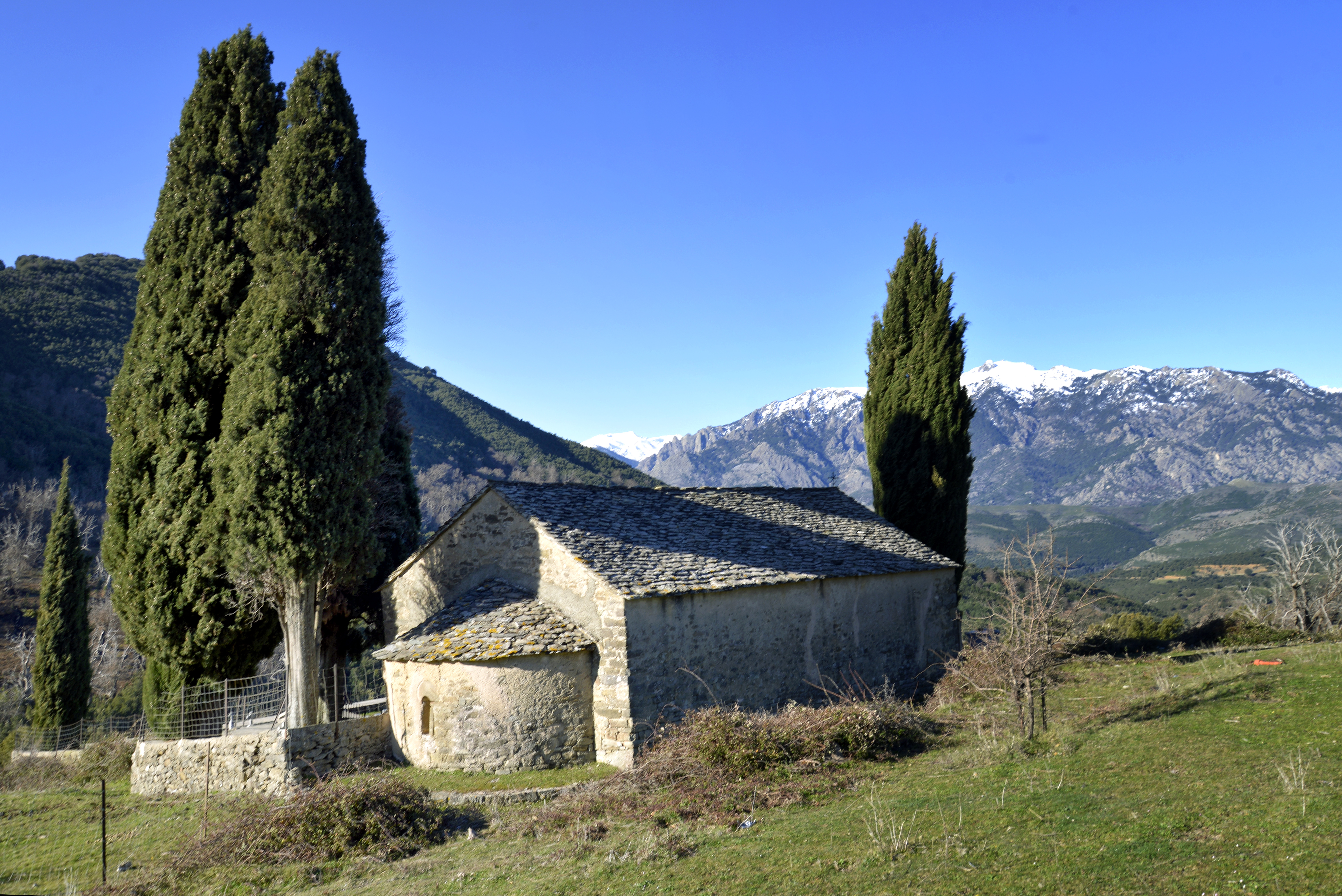
Chapelle San Lorenzo.

La chapelle San Lorenzo (Saint-Laurent) se trouve à près d'un kilomètre au sud du village, en dessous de la route D 41, attenante au cimetière. C'est l'ancienne église paroissiale de Tralonca. De style roman, l'édifice est de plan allongé, à nef unique, terminé par un chevet semi-circulaire orienté vers Rome. L'entrée principale est sur sa façade occidentale. Elle est surmontée d'un linteau monolithe perceptible malgré l'enduit. Une porte latérale est présente sur sa façade méridionale. Les murs sont dans l'ensemble enduits, laissant apparaître toutefois un appareillage de pierres de schistes grossièrement taillées. À l'intérieur, le sol est carrelé. Une plaque fait apparaître l'existence d'une arca. D'autres plaques indiquent la sépulture d'anciens membres du clergé qui y ont exercé.

La chapelle est accessible par une petite route goudronnée, nommée « Route du cimetière ». Elle est reprise à l'inventaire préliminaire du patrimoine de la Corse (bâti) sur la base de territoires pertinents (micro-régions de la Corse).

#### Chapelle Santa Maria
La chapelle Sainte Marie se situe à Bistuglio. C'est une chapelle romane de plan allongé, à nef unique, avec une abside semi-circulaire, orientée comme la plupart des chapelles romanes d'est en ouest, le chevet vers Rome. Les murs sont enduits, laissant toutefois apparaître l'appareillage constitué de pierres locales (schiste) irrégulièrement taillées. Elle a été visiblement remaniée à plusieurs reprises. L'entrée de sa façade principale a été murée, remplacée par une porte présente au milieu du chevet.

La chapelle est reprise à l'inventaire préliminaire du patrimoine de la Corse (bâti) sur la base de territoires pertinents (micro-régions de la Corse).

### Parc naturel régional de Corse
La commune de Tralonca est située dans les limites de l'espace protégé du parc naturel régional de Corse.

### ZNIEFF
Tralonca est concernée par une zone naturelle d'intérêt écologique, faunistique et floristique de 2e génération :
Landes et pelouses sommitales du Monte Piano-Maggiore
Tralonca est l'une des dix communes composant la zone naturelle d'intérêt écologique, faunistique et floristique appelée Landes et pelouses sommitales du Monte Piano-Maggiore, une zone d'une superficie de 1 319 ha matérialisée par une ligne de crête qui isole la Castagniccia occidentale de la région cortenaise et du Bozio.

### Personnalités liées à la commune
- Antoine-Louis Raffaelli (Tralonca 1790 - Bastia 1871). Poète de langue italienne.